# Петриченко Григорій Олексійович
Григорій Олексійович Петриченко (1903 — 1976, місто Дніпропетровськ, тепер місто Дніпро) — український радянський діяч, голова Дніпропетровської міської ради Дніпропетровської області.

## Життєпис
Освіта вища.
Член ВКП(б) з 1930 року.
Закінчив Дніпропетровський металургійний інститут.
У 1932—1937 роках — начальник повітродувного цеху Дніпропетровського металургійного заводу імені Петровського.
У 1937 році — голова Дніпропетровської міської ради Дніпропетровської області. Репресований.
Потім проживав у місті Дніпропетровську (тепер Дніпрі).

## Нагороди
- орден Трудового Червоного Прапора
- орден «Знак Пошани»
- медалі